# Foo-Foo
Foo-Foo is een fictieve hond die voor het eerst, en voornamelijk, voorkwam in The Muppet Show. Ze is een witte poedel en het gezelschapsdier van Miss Piggy. Miss Piggy is zeer gehecht aan het dier. Foo-Foo kan niet spreken, ze maakt enkel wat blafgeluiden.
Foo-Foo werd in het vierde seizoen van The Muppet Show geïntroduceerd. Er werd zowel gebruikgemaakt van een echte hond als een pop. Hiervoor werd het fokprogramma speciaal aangepast zodat de poedel zo klein mogelijk bleef. Dit was nodig omdat de hond klein moest lijken ten opzichte van Miss Piggy. De echte hond werd zo getrimd zodat ze een "popachtig" uiterlijk had. Naargelang de poedel groeide, moest men de pop ook aanpassen.